# Campeonato Mundial de Atletismo de 2015 - 200 m feminino

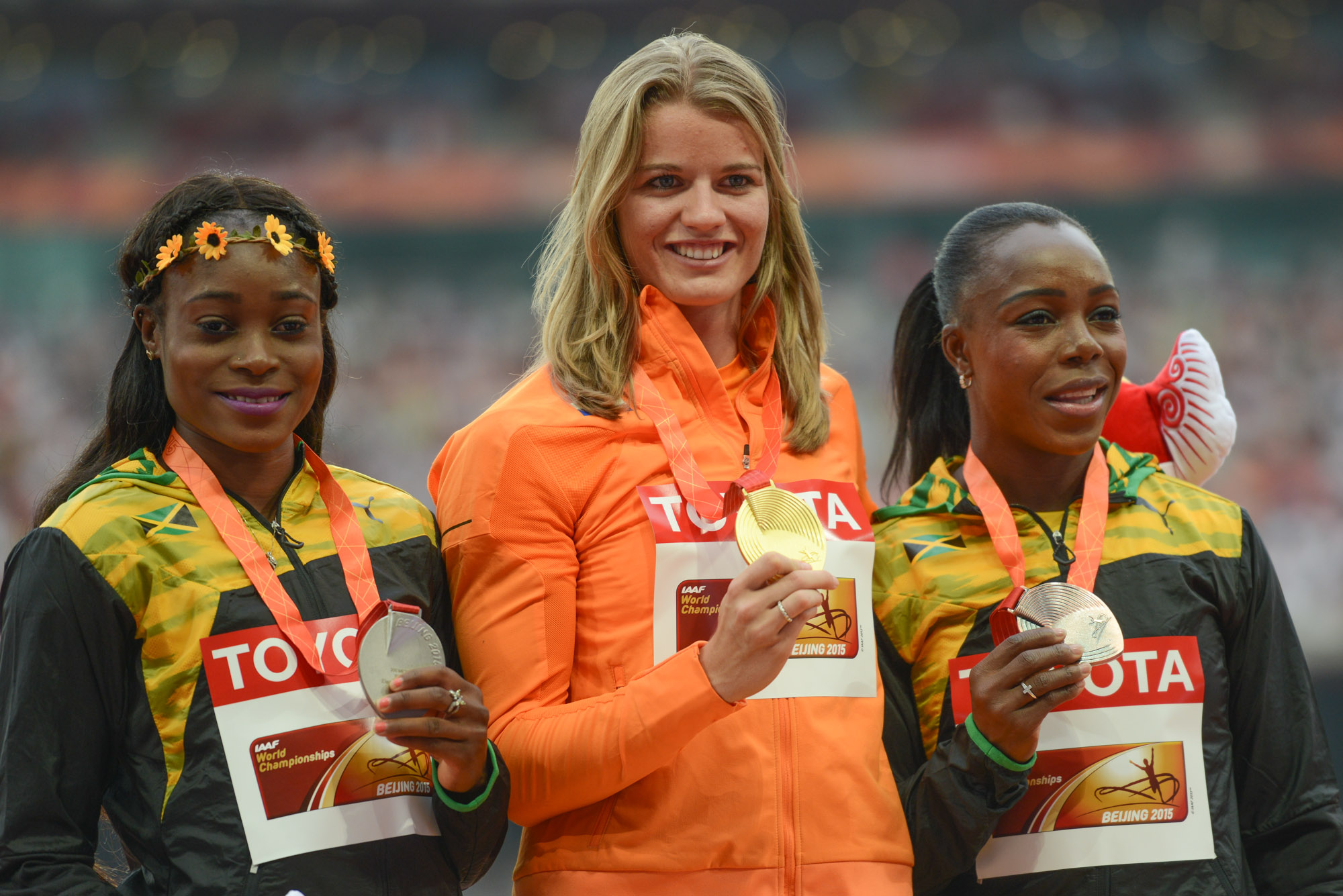
Medalhistas Campeonato Mundial de Atletismo de 2015 - 200 m feminino

A prova dos 200 metros feminino do Campeonato Mundial de Atletismo de 2015 foi disputada entre 26 e 28 de agosto no Estádio Nacional de Pequim, em Pequim.

## Recordes
Antes desta competição, os recordes mundiais e do campeonato nesta prova eram os seguintes.
| Tipo                  | Atleta                   | Tempo | Local | Data                   | Ref |
| --------------------- | ------------------------ | ----- | ----- | ---------------------- | --- |
|                       | Florence Griffith-Joyner | 21.34 | Seul  | 29 de setembro de 1988 | ver |
| Recorde do campeonato | Silke Gladisch-Möller    | 21.74 | Roma  | 3 de setembro de 1987  | ver |

## Medalhas
| Ouro                  | Prata                 | Bronze                        |
| Dafne Schippers (NED) | Elaine Thompson (JAM) | Veronica Campbell-Brown (JAM) |

## Cronograma
Todos os horários são locais (UTC+8).
| Data         | Hora  | Evento        |
| ------------ | ----- | ------------- |
| 26 de agosto | 19:15 | Eliminatórias |
| 27 de agosto | 19:35 | Semifinal     |
| 28 de agosto | 21:00 | Final         |

## Resultados

### Eliminatórias
Qualificação: Os 3 de cada bateria (Q) e os 3 melhores tempos  (q) avançam para a semifinal. 
Vento: Bateria 1: -0,9 m/s, Bateria 2: +0,2 m/s, Bateria 3: 0,0 m/s, Bateria 4: +0,2 m/s, Bateria 5: +0,1 m/s, Bateria 6: +0,2 m/s, Bateria 7: +0,4.
| Classificação | Bateria | Atleta                  | Nacionalidade            | Tempo | Notas |
| ------------- | ------- | ----------------------- | ------------------------ | ----- | ----- |
| 1             | 7       | Dina Asher-Smith        | Grã-Bretanha             | 22,22 | Q, PB |
| 2             | 1       | Candyce McGrone         | Estados Unidos           | 22,45 | Q     |
| 3             | 7       | Sherone Simpson         | Jamaica                  | 22,52 | Q, SB |
| 4             | 7       | Ivet Lalova             | Bulgária                 | 22,54 | Q, SB |
| 5             | 6       | Dafne Schippers         | Países Baixos            | 22,58 | Q     |
| 6             | 2       | Marie-Josée Ta Lou      | Costa do Marfim          | 22,73 | Q, PB |
| 7             | 4       | Elaine Thompson         | Jamaica                  | 22,78 | Q     |
| 8             | 3       | Jeneba Tarmoh           | Estados Unidos           | 22,79 | Q     |
| 8             | 5       | Veronica Campbell-Brown | Jamaica                  | 22,79 | Q     |
| 10            | 4       | Bianca Williams         | Grã-Bretanha             | 22,85 | Q, SB |
| 11            | 5       | Semoy Hackett           | Trinidad e Tobago        | 22,89 | Q     |
| 12            | 4       | Khamica Bingham         | Canadá                   | 22,90 | Q     |
| 13            | 1       | Mujinga Kambundji       | Suíça                    | 22,92 | Q     |
| 13            | 1       | Viktoriya Zyabkina      | Cazaquistão              | 22,92 | Q     |
| 15            | 2       | Jenna Prandini          | Estados Unidos           | 22,95 | Q     |
| 15            | 7       | Anna Kiełbasińska       | Polónia                  | 22,95 | q     |
| 17            | 3       | Gloria Hooper           | Itália                   | 22,99 | Q, SB |
| 18            | 6       | Rosângela Santos        | Brasil                   | 23,01 | Q     |
| 19            | 3       | Kimberly Hyacinthe      | Canadá                   | 23,03 | Q     |
| 20            | 4       | Maja Mihalinec          | Eslovênia                | 23,05 | q, PB |
| 21            | 2       | Justine Palframan       | África do Sul            | 23,09 | Q     |
| 22            | 6       | Reyare Thomas           | Trinidad e Tobago        | 23,09 | Q     |
| 23            | 5       | Margaret Adeoye         | Grã-Bretanha             | 23,10 | Q     |
| 24            | 3       | Maria Belibasaki        | Grécia                   | 23,15 | q     |
| 25            | 4       | Nercely Soto            | Venezuela                | 23,16 |       |
| 26            | 2       | Sabina Veit             | Eslovênia                | 23,18 |       |
| 27            | 6       | Hrystyna Stuy           | Ucrânia                  | 23,21 |       |
| 28            | 5       | Crystal Emmanuel        | Canadá                   | 23,22 |       |
| 28            | 3       | Isidora Jiménez         | Chile                    | 23,22 |       |
| 30            | 2       | Nataliya Strohova       | Ucrânia                  | 23,25 |       |
| 30            | 2       | Kamaria Durant          | Trinidad e Tobago        | 23,25 |       |
| 32            | 7       | Olga Safronova          | Cazaquistão              | 23,28 | SB    |
| 32            | 3       | Kelly Proper            | Irlanda                  | 23,28 |       |
| 34            | 1       | Ramona Papaioannou      | Chipre                   | 23,30 |       |
| 34            | 5       | Chisato Fukushima       | Japão                    | 23,30 |       |
| 34            | 2       | Kineke Alexander        | São Vicente e Granadinas | 23,30 |       |
| 37            | 7       | Vitória Cristina Rosa   | Brasil                   | 23,32 |       |
| 38            | 1       | Ella Nelson             | Austrália                | 23,33 |       |
| 39            | 1       | Celiangeli Morales      | Porto Rico               | 23,34 |       |
| 40            | 7       | Ariallis Gandulla       | Cuba                     | 23,35 |       |
| 41            | 6       | Ekaterina Smirnova      | Rússia                   | 23,39 |       |
| 42            | 6       | Sheniqua Ferguson       | Bahamas                  | 23,44 |       |
| 43            | 5       | Cynthia Bolingo         | Bélgica                  | 23,45 |       |
| 44            | 1       | Anna Kukushkina         | Rússia                   | 23,47 |       |
| 45            | 5       | Liang Xiaojing          | China                    | 23,57 | PB    |
| 46            | 6       | Olga Lenskiy            | Israel                   | 23,63 |       |
| 47            | 4       | LaVerne Jones-Ferrette  | Ilhas Virgens Americanas | 23,83 |       |
| 48            | 5       | Shanti Pereira          | Singapura                | 24,22 |       |
| 49            | 7       | Kristina Pronzhenko     | Tajiquistão              | 25,77 |       |
|               | 3       | Blessing Okagbare       | Nigéria                  | DNS   |       |
|               | 4       | Nataliya Pohrebnyak     | Ucrânia                  | DNS   |       |

### Semifinal
Qualificação: Os 2 de cada bateria (Q) e os 2 melhores tempos  (q) avançam para a final. 
Vento: Bateria 1: -0,1 m/s, Bateria 2: -0,1 m/s, Bateria 3: -0,1 m/s.
| Classificação | Bateria | Atleta                  | Nacionalidade     | Tempo | Notas |
| ------------- | ------- | ----------------------- | ----------------- | ----- | ----- |
| 1             | 3       | Dina Asher-Smith        | Grã-Bretanha      | 22,12 | Q, PB |
| 2             | 1       | Elaine Thompson         | Jamaica           | 22,13 | Q     |
| 3             | 1       | Candyce McGrone         | Estados Unidos    | 22,26 | Q     |
| 4             | 3       | Jeneba Tarmoh           | Estados Unidos    | 22,30 | Q     |
| 5             | 1       | Ivet Lalova             | Bulgária          | 22,32 | q, PB |
| 6             | 2       | Dafne Schippers         | Países Baixos     | 22,36 | Q     |
| 7             | 3       | Veronica Campbell-Brown | Jamaica           | 22,47 | q, SB |
| 8             | 2       | Sherone Simpson         | Jamaica           | 22,53 | Q     |
| 9             | 2       | Marie-Josée Ta Lou      | Costa do Marfim   | 22,56 | PB    |
| 10            | 1       | Mujinga Kambundji       | Suíça             | 22,64 | NR    |
| 11            | 2       | Semoy Hackett           | Trinidad e Tobago | 22,75 |       |
| 12            | 1       | Viktoriya Zyabkina      | Cazaquistão       | 22,77 | NR    |
| 13            | 1       | Bianca Williams         | Grã-Bretanha      | 22,87 |       |
| 13            | 2       | Jenna Prandini          | Estados Unidos    | 22,87 |       |
| 13            | 3       | Rosângela Santos        | Brasil            | 22,87 |       |
| 16            | 3       | Gloria Hooper           | Itália            | 22,92 | PB    |
| 17            | 2       | Khamica Bingham         | Canadá            | 23,02 |       |
| 18            | 1       | Reyare Thomas           | Trinidad e Tobago | 23,03 |       |
| 19            | 1       | Maja Mihalinec          | Eslovênia         | 23,04 | PB    |
| 19            | 3       | Justine Palframan       | África do Sul     | 23,04 |       |
| 21            | 2       | Anna Kiełbasińska       | Polónia           | 23,07 |       |
| 21            | 3       | Kimberly Hyacinthe      | Canadá            | 23,07 |       |
| 23            | 3       | Maria Belibasaki        | Grécia            | 23,28 |       |
| 24            | 2       | Margaret Adeoye         | Grã-Bretanha      | 23,34 |       |

### Final
A final ocorreu às 21:00.
Vento:  +0,2 m/s.
| Classificação     | Faixa | Atleta                  | Nacionalidade  | Tempo | Notas      |
| ----------------- | ----- | ----------------------- | -------------- | ----- | ---------- |
| Medalha de ouro   | 6     | Dafne Schippers         | Países Baixos  | 21,63 | CR, ER, WL |
| Medalha de prata  | 5     | Elaine Thompson         | Jamaica        | 21,66 | PB         |
| Medalha de bronze | 2     | Veronica Campbell-Brown | Jamaica        | 21,97 | SB         |
| 4                 | 7     | Candyce McGrone         | Estados Unidos | 22,01 | PB         |
| 5                 | 4     | Dina Asher-Smith        | Grã-Bretanha   | 22,07 | NR         |
| 6                 | 8     | Jeneba Tarmoh           | Estados Unidos | 22,31 |            |
| 7                 | 3     | Ivet Lalova             | Bulgária       | 22,41 |            |
| 8                 | 9     | Sherone Simpson         | Jamaica        | 22,50 | SB         |

Legenda
| Recorde mundial       | Recorde mundial (World record)               |                       | Recorde africano                      | Recorde africano (African) |                                           | Q | Classificado por posição (Qualified) |
| Recorde do campeonato | Recorde do campeonato (Championship record)  | Recorde da América    | Recorde da América (Americas)         | q                          | Classificado por melhor tempo (Qualified) |   |                                      |
| Melhor marca do ano   | Melhor marca do ano (World leading)          | Recorde asiático      | Recorde asiático (Asian)              | DNS                        | Não largou (Did not start)                |   |                                      |
| Recorde nacional      | Recorde nacional (National record)           | Recorde europeu       | Recorde europeu (European)            | DNF                        | Não terminou (Did not finish)             |   |                                      |
| Recorde pessoal       | Recorde pessoal do atleta (Personal best)    | Recorde da Oceania    | Recorde da Oceania (Oceania)          | DSQ / DQ                   | Desclassificado (Disqualified)            |   |                                      |
| Recorde da temporada  | Recorde da temporada do atleta (Season best) | Recorde sul-americano | Recorde sul-americano (South America) | NM                         | Sem marca (No mark)                       |   |                                      |